# Aeropuerto de Brønnøysund-Brønnøy
El Aeropuerto de Brønnøysund-Brønnøy (en noruego: Brønnøysund lufthavn, Brønnøy) (IATA: BNN, OACI: ENBN) es un aeropuerto regional situado en la ciudad de Brønnøysund en el municipio de Brønnøy, provincia de Nordland, Noruega. Está operado por la compañía estatal Avinor

## Aerolíneas y destinos

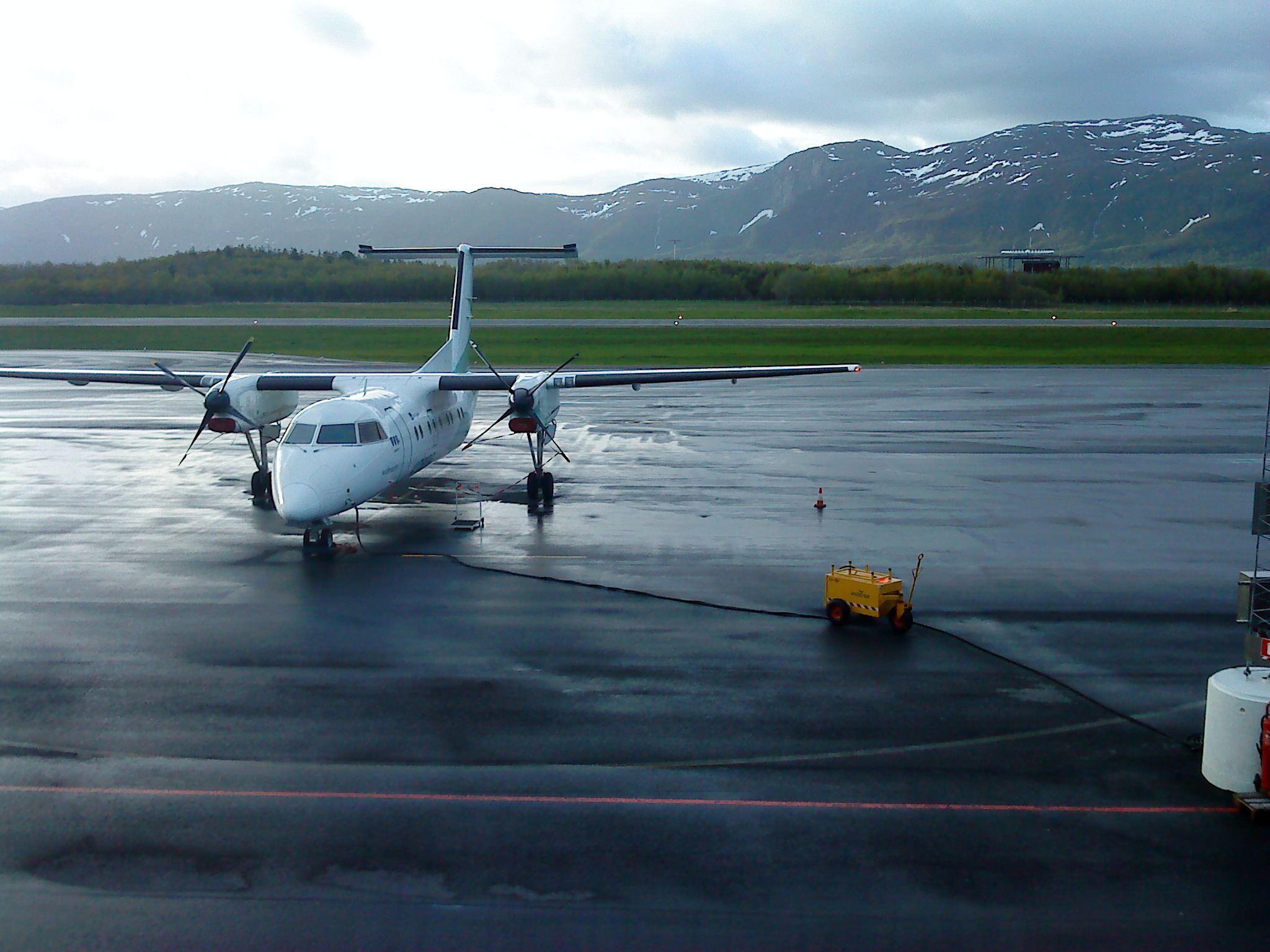
Un Dash Q400 en el Aeropuerto.

| Aerolíneas             | Destinos                                                          |
| ---------------------- | ----------------------------------------------------------------- |
| Bristow Helicopters    | Skarv                                                             |
| CHC Helikopter Service | Norne                                                             |
| Widerøe                | Bergen, Bodø, Oslo-Gardermoen, Mo i Rana, Sandnessjøen, Trondheim |

- Datos: Q1431005
- Multimedia: Brønnøysund Airport, Brønnøy / Q1431005